# 徐統
徐統（？—349年），晋朝十六国时高平国（治今山东菏泽市巨野县东南，包括今巨野县、邹城市、兖州区、鱼台县、金乡县、嘉祥县）人。
徐统仕后赵，在后赵时官至司隶校尉、侍中。有知人之鉴。徐统见过氐族首领苻洪的孙子苻坚后说：“此儿有霸王之相。苻郎骨相不恒，后当大贵，但仆不见。”徐统见到王猛之后很惊奇，召请他为功曹。王猛隐居不出。太宁元年（349年）四月廿二日，后赵皇帝石虎的皇后刘氏假传诏令，任命张豺为太保、都督中外诸军，总管尚书职事，像西汉霍光一样辅政。徐统叹息道：“祸乱将要来临了，我不必参与它。”随即服毒自杀身亡。次日，石虎去世，太子石世即位。